# Astragalus kirghisorum
Astragalus kirghisorum es una especie de planta del género Astragalus, de la familia de las leguminosas, orden Fabales.

## Distribución
Astragalus kirghisorum se distribuye por Kirguistán.

## Taxonomía
Fue descrita científicamente por Gontsch. Fue publicada en Bot. Mater. Gerb. Bot. Inst. Komarova Akad. Nauk S.S.S.R. 9: 131 (1946).